# Chiesa dei Santi Pietro e Paolo (Boccioleto)
La chiesa parrocchiale di San Pietro e San Paolo si trova al centro dell'abitato di Boccioleto, la chiesa, già presente nel XIV secolo, deve il suo assetto attuale a numerose ristrutturazioni subite.
La severa maestosità dell'edificio è ingentilita dal settecentesco "arco trionfale", il portale che immette sul sagrato, con dipinti che si rifanno all'originale opera di Antonio Orgiazzi, uno dei pittori settecenteschi attivi al Sacro Monte di Varallo. A fianco dell'arco è posta l'antica "cappella dell'Annunciazione", con affreschi di scuola gaudenziana.
La chiesa si presenta a navata unica, con quattro grandi cappelle laterali. Lungo le pareti della navata si trovano resti di affreschi con figure di santi, realizzati tra la fine del XIV e l'inizio del XV secolo da un autore ignoto; gli affreschi sono stati recentemente restaurati assieme al frammento di un cinquecentesco Martirio di San Pietro Martire. Un'antica statua lignea (1485-90) raffigurante San Pietro è posta all'inizio del presbiterio.
L'altare maggiore è costituito da una struttura barocca in legno scolpito e dorato, realizzata nel 1708 dal boccioletese Francesco Antonio d'Alberto. Altri altari e statue lignee adornano le cappelle, opera anch'esse dei "maestri lignari" locali.
Sempre nella chiesa si trovano diverse opere più tarde, tra le quali tele di Antonio Orgiazzi (quindici ovali con le scene dei Misteri del Rosario nella "Cappella del Rosario", datate attorno alla metà del XVIII secolo) e di altri esponenti della tradizione pittorica della Valsesia.

## Altre immagini

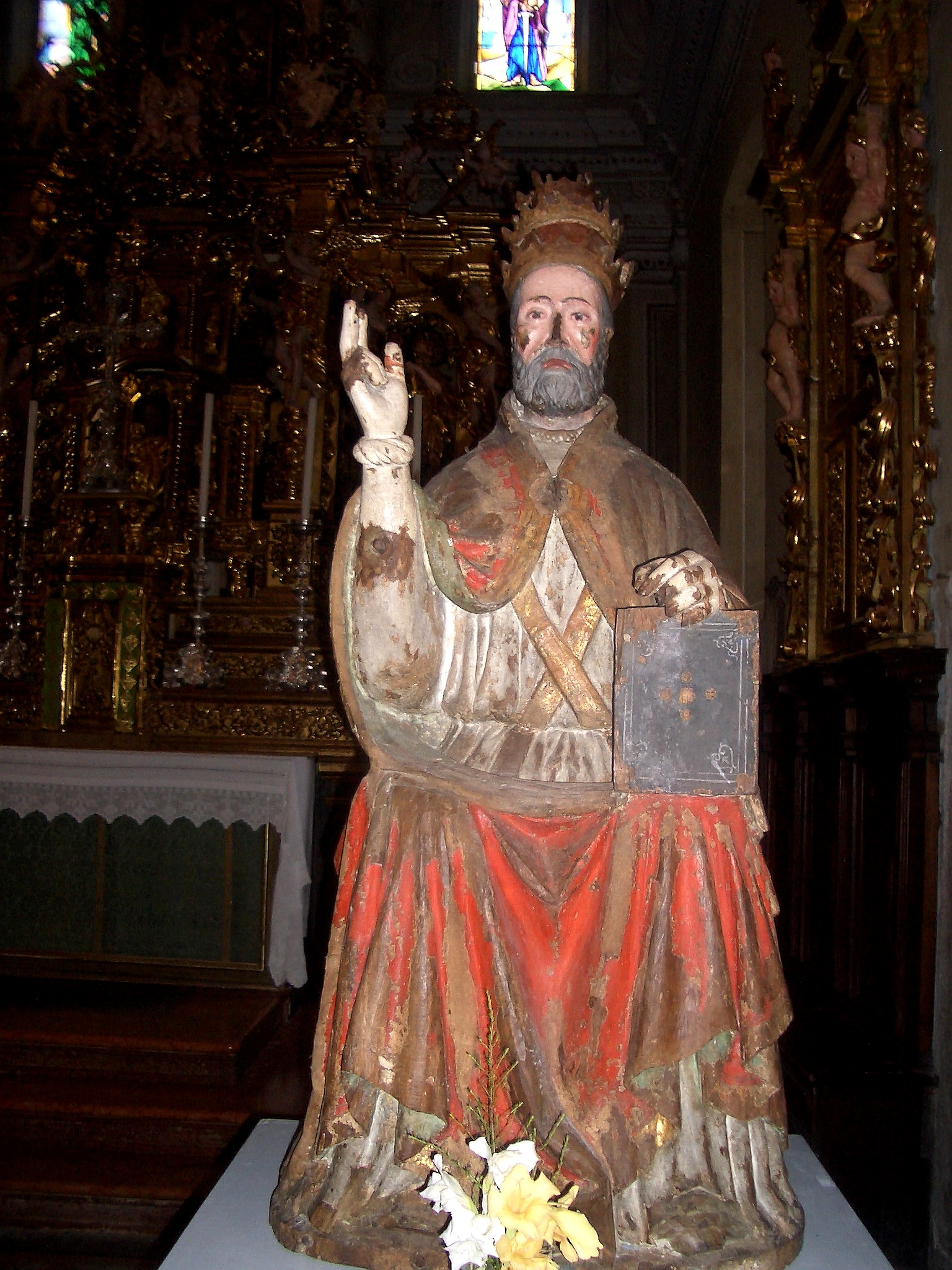
"Maestro di Boccioleto", San Pietro, statua in legno policromo, ca 1485-90, nella chiesa parrocchiale di San Pietro e San Paolo
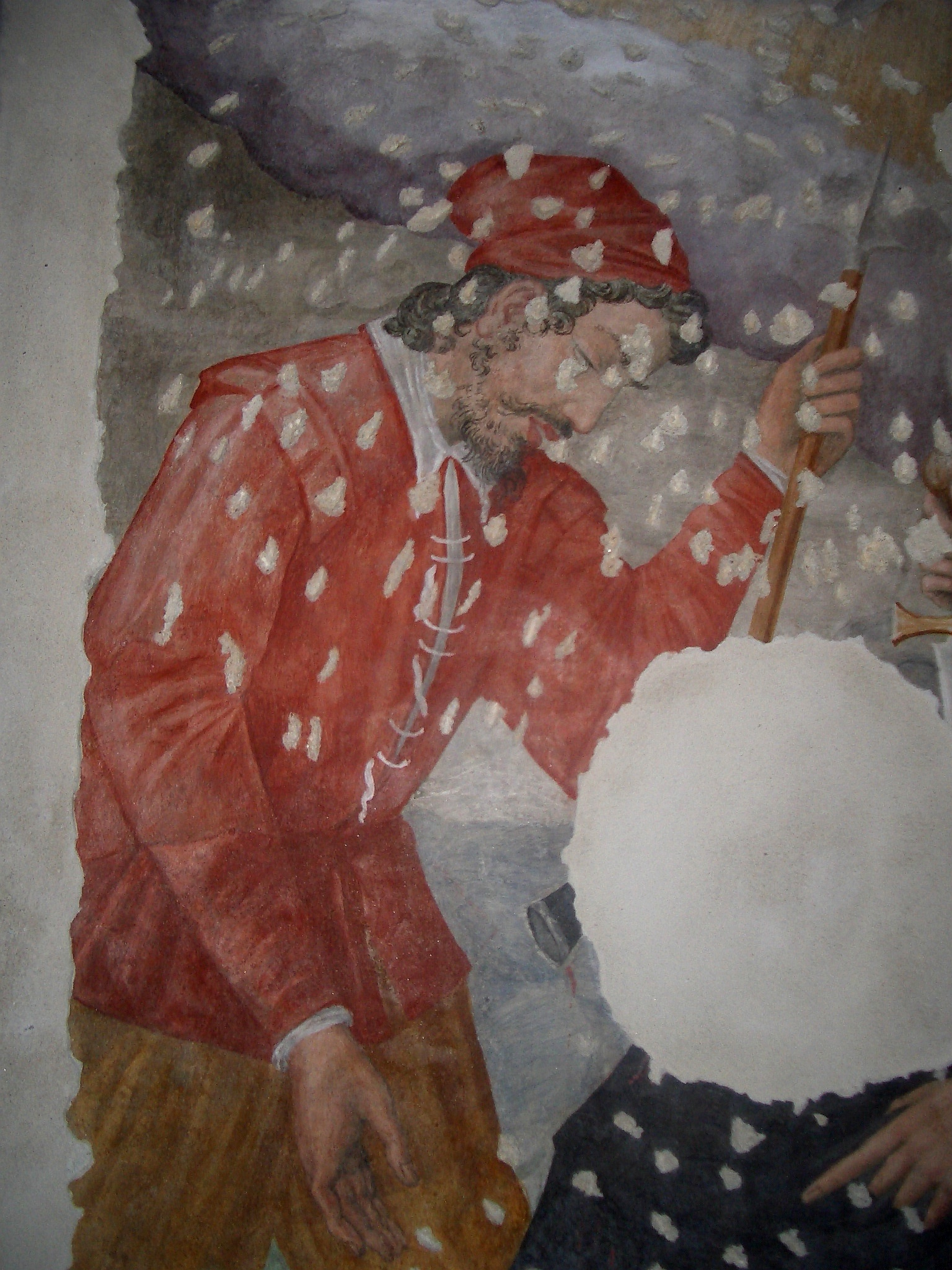
Ignoto artista del XVI secolo, Martirio di San Pietro Martire, frammento di affresco, nella chiesa parrocchiale di San Pietro e San Paolo
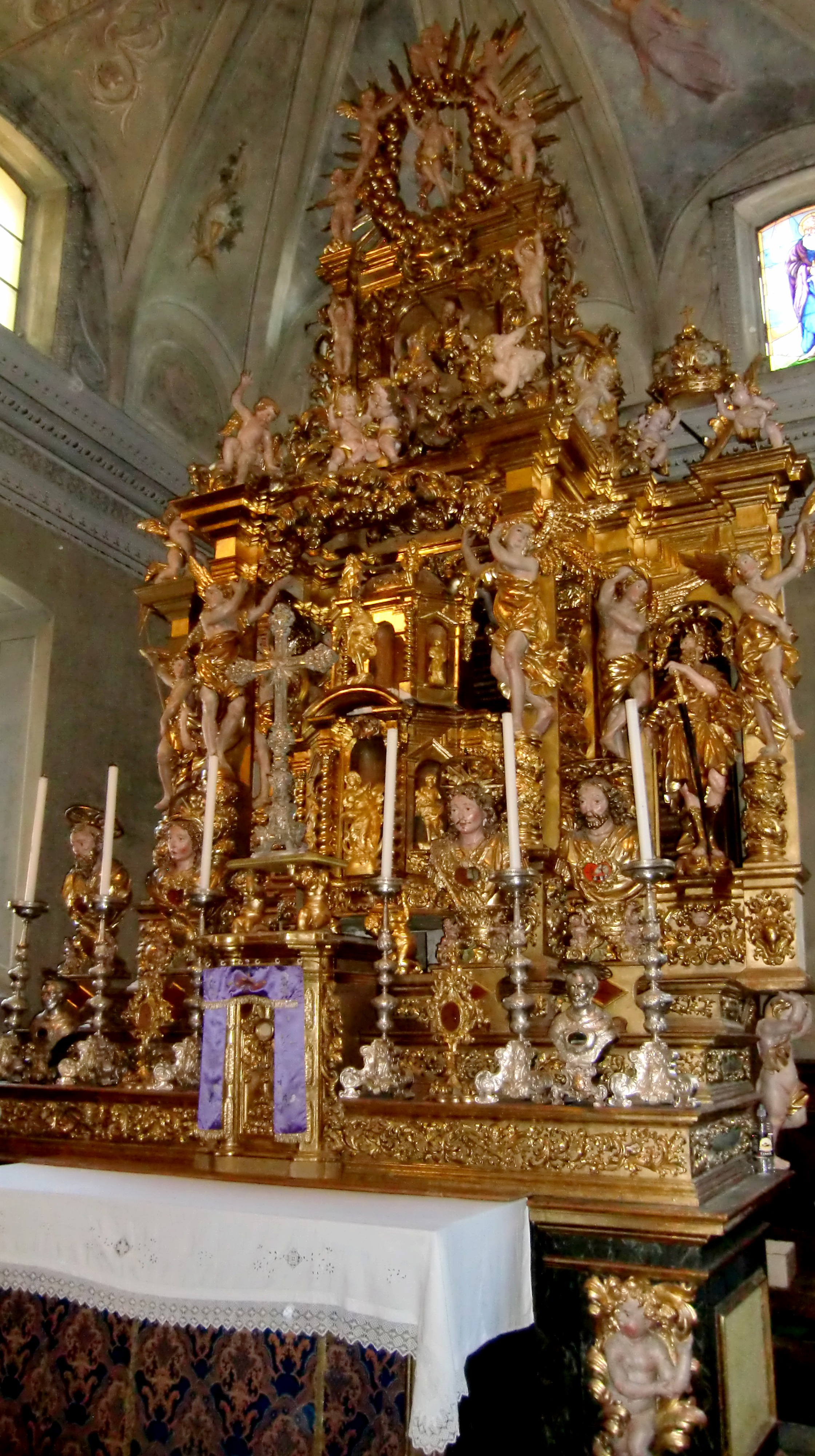
Francesco Antonio d'Alberto, altare maggiore, 1704